# شعلان أبو الجون
شعلان بن عناد أبو الجون ويكنى شعلان الشهد هو رئيس عشيرة الظوالم إحدى عشائر مدينة الرميثة جنوب العراق، وبسببه انطلقت أول رصاصات ثورة العشرين بعد أن حاول معاون الحاكم السياسي الإنكليزي لبلدة الرميثة (هيات) الزج به في السجن عقاباً لهُ على تحريضهِ الناس على الأستقلال وأعلان الثورة ضد الأنكليز. رفع اهزوجة (الطوب احسن لو مگواري).

## حياته
كان أبو الجون شيخ قبيلة الظوالم وهي إحدى عشائر مدينة الرميثة جنوبي العراق. في 25 يونيو 1920م، أبلغ الملازم (بي تي) محافظ الديوانية الرائد (كلايف كيركباتريك دالي) أن أبو الجون كان يحرض السكان على التمرد ضد الانتداب البريطاني على العراق، وبناء على ذلك، أمر دالي بالقبض عليه ونقله بالسكك الحديدية إلى الديوانية.

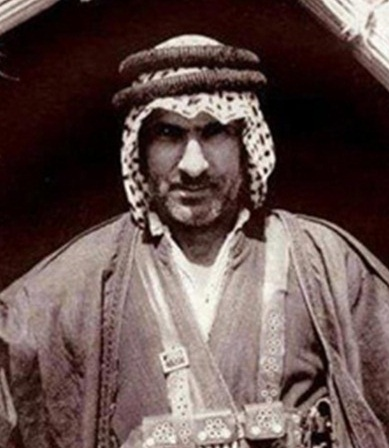
صورة لشعلان أبو جون.

وفي 30 يونيو، استُدعي أبو الجون من قبل الملازم (بي تي) في الرميثة أثناء اجتماعه مع أفراد قبيلته. استجوب الملازم (بي تي) أبو الجون الذي انتقد معاملة البريطانيين للسكان الأصليين، واعتقله بناء على مزاعم برفض سداد دين قرض زراعي. وفي وقت لاحق من ذلك اليوم، في الساعة الرابعة عصرًا، تمكن 1200 رجل من قبيلة الظوالم بقيادة الشيخ غيث الهرجان من قبيلة حاجم، من التمرد وإنقاذه من الأسر في محطة قطار في الرميثة قبل تسليمه، مما أسفر عن مقتل مواطن عربي، وقام رجال القبائل بعد ذلك بتخريب خطوط السكك الحديدية والتلغراف في المدينة. كان هذا الحدث بمثابة بداية الثورة العراقية عام 1920م.
تقلد الشيخ شعلان الشهد بعض المناصب السياسية في حكومة العراق بعد ثورة العشرين، حيث انتخب نائبا عن لواء الديوانية عام 1930م، ولغاية عام 1932م، وجدد انتخابهُ في شهر شباط/فبراير 1937م، عشيرة الظوالم إلى إبنه عبد الأمير شعلان الذي انتخب نائبا عن لواء الديوانية في عام 1943م ثم عام 1947م.

## وفاته
توفي في شهر تشرين الثاني/ نوفمبر 1941. أصبح ابنه عبد الأمير عضواً في مجلس النواب عامي 1943 و1947.